# Dichelonyx canadensis
Dichelonyx canadensis är en skalbaggsart som beskrevs av Horn 1876. Dichelonyx canadensis ingår i släktet Dichelonyx och familjen Melolonthidae. Inga underarter finns listade i Catalogue of Life.